# رؤیای رسولانه
رؤیای رسولانه یا رؤیاهای رسولانه نظریه‌ای از عبدالکریم سروش است که می‌کوشد تبیینی از پدیدهٔ وحی خصوصاً قرآن ارائه دهد.

## مبانی
عبدالکریم سروش در قبض و بسط، هرچند فهم ما از دین را متغیر و خطاپذیر دانسته، خود دین را کامل، ثابت و بدون خطا فرض کرده بود، اما در نظریهٔ رؤیاهای رسولانه وی ابتدا تلاش کرده‌است، به زعم خود، مواردی از وجود نقص، خطا، و تناقض را در قرآن نشان دهد، سپس، از منظری پدیدارشناسانه راه حل طبیعی‌گرایانهای را پیش نهد که بنا بر آن، پدیدار وحی و پدید آمدن قرآن، فرایندی طبیعی معرفی می‌شود. عبدالکریم سروش در ارائهٔ چنین سازوکار طبیعی، پیشفرض هستی‌شناسانه و الهیاتی وی، پذیرش وجود خدای ادیان ابراهیمی (با قرائت ویژهای از آن، مبتنی بر
نظریهٔ وحدت وجود) است. از دیدگاه معرفت‌شناسانه، وی تلاش کرده‌است با ارائه نمونه‌هایی، مواردی از وجود نقص، خطا، تناقض و … را در قرآن نشان دهد. سپس برای توضیح و توجیه مواردی این چنین، از منظر پدیدارشناسانه راه حل طبیعی‌گرایانه‌ای را پیش می‌نهد که بنا بر آن،
پدیدار وحی و پدید آمدن قرآن، فرایندی طبیعی معرفی می‌شود.

## نقدها
میرسعید موسوی کریمی، ابوالقاسم فنایی، امیر مازیار، مصطفی حسینی طباطبایی و عبدالله نصری به این نظریه پرداخته‌اند.